# Přílba (Šumava)
Přílba (též Přilba, německy Lecker Berg, někdy psáno dohromady tedy jako Leckerberg, lidově též Thurn ; 1221 m ) patří mezi šumavské hory s nadmořskou výškou nad 1200 metrů. Vrchol této ploché kupy se nachází asi 3600 metrů vzdušnou čarou severovýchodně od Kvildy, přibližně 3000 metrů vzdušnou čarou na jih od Churáňova a 1800 metrů západně od Nových Hutí. Pro Nové Hutě je Přílba domovskou horou, neboť se tato obec nachází na úpatí východního svahu Přílby.

## Popis hory
Těleso hory se táhne severojižním směrem v délce asi 7 km. Jižní hranice Přílby je tvořena Teplou Vltavou, jako severní hranici pak můžeme považovat Churáňov. Z tělesa Přílby vystupují čtyři vedlejší vrcholy - na jihovýchodě nevýrazný Zvěřín (1134 m) a přibližně na jihu pak Janská hora (1112 m). Mezi nimi leží ještě jeden vedlejší vrchol a to Zvěřín - JZ (1115 m). Na severu vystupuje nevýrazný vedlejší vrchol Přílba S (1147 m). Přílba má kromě vedlejších vrcholů i četná sedla a spočinky. Zmínit lze např. sedlo mezi Churáňovským vrchem (1120 m) a Přílbou (nadmořská výška tohoto sedla je asi 1100 m) nebo sedlo mezi Hůrkou (1159 m) + Orlem (1181 m) a Přílbou (nadmořská výška sedla je 1121 m). Těleso kopce je v základu tvořeno pararulami (ruly vzniklé metamorfózou sedimentů). Od Zvěřína přes vrchol Přílby prochází mohutný pás migmatitu s intruzemi žilného granitu a výjimečně porfyru. Svahy Přílby jsou zalesněny převážně smrkovými porosty. Na úbočích Přílby jsou hojné skalnaté masivy mnohdy bizarních tvarů. Na západních svazích Přílby se nacházejí četné slatě. Známější z nich je Mezilesní slať (chráněné rašeliniště nacházející se v nepřístupné I. zóně národního parku; prameniště Hamerského potoka) situovaná na severozápad od vrcholu Přílby. Ve spodní části odlesněného východního svahu Přílby jsou louky a pastviny s lyžařskými vleky a sjezdovkami. Při úpatí Přílby (směrem k Novým Hutím) se nachází Studený potok. V jeho údolí zahynulo v devatenáctém století při sněhové vichřici několik školáků. (Tuto událost popsal spisovatel Karel Klostermann v roce 1903 v česky psané povídce „Bílý samum“). Vrchol Přílby je zalesněn prořídlými smrčinami a neposkytuje výhled do kraje.

## Cesta na vrchol hory
Červená turistická značka vedoucí ze Zlaté Studny východním směrem na Pláně je přetnuta (zhruba ve svém prostředku) rozcestím („Na Hřebenovce“) se zelenou turistickou značkou. Zelená značka odtud vede ze severu rovně lesním průsekem (po vrstevnici) přesně na jih až (asi po 700 metrech) na křížení se silnicí 168 (Vimperk – Kvilda). Zde je umístěno rozcestí „V sedle Přilby“ a zde také začíná výstup k vrcholu Přílby. Zhruba po 1300 metrech výstupu se turista ocitne u geodetického bodu, kde je i rozcestník „Přilba (vrchol) 1218 m“ (s možností zapsat se do vrcholové knihy). Na nejvyšší místo hory je z něj asi 150 m k severozápadu. Sestupová trasa od vrcholu Přílby vede dále jižním směrem po zelené značce klesáním rovně lesním průsekem (asi 1000 metrů) k rozcestí "Pod Přilbou". Tady zelená značka končí a napojuje se (velmi přibližně uprostřed) na modrou turistickou značku vedoucí z Nových Hutí na Kvildu.